# Élections municipales de 2002 dans les Laurentides
Les élections municipales québécoises de 2002 se déroulent le 3 novembre 2002. Elles permettent d'élire les maires et les conseillers de chacune des municipalités locales du Québec, ainsi que les préfets de quelques municipalités régionales de comté.

## Laurentides

### Barkmere
| Poste/District             | Élu         | Type d'élection |
| -------------------------- | ----------- | --------------- |
| Maire                      | Brian Clark | Sans opposition |
| Taux de participation: n/a |             |                 |

### Boisbriand
| Poste/District              | Élu            | Type d'élection |
| --------------------------- | -------------- | --------------- |
| Maire                       | Robert Poirier | Scrutin         |
| Taux de participation: 55 % |                |                 |

### Deux-Montagnes
| Poste/District              | Élu                  | Type d'élection |
| --------------------------- | -------------------- | --------------- |
| Maire                       | Pierre-Benoit Forget | Scrutin         |
| Taux de participation: 48 % |                      |                 |

### Nominingue
| Poste/District             | Élu             | Type d'élection |
| -------------------------- | --------------- | --------------- |
| Maire                      | Rosaire Sénécal | Sans opposition |
| Taux de participation: n/a |                 |                 |

### Rosemère
| Poste/District              | Élu            | Type d'élection |
| --------------------------- | -------------- | --------------- |
| Maire                       | Monique Richer | Scrutin         |
| Taux de participation: 53 % |                |                 |

### Saint-Placide
| Poste/District             | Élu           | Type d'élection |
| -------------------------- | ------------- | --------------- |
| Maire                      | David Lavigne | Sans opposition |
| Taux de participation: n/a |               |                 |

### Saint-Sauveur
| Poste/District             | Élu            | Type d'élection |
| -------------------------- | -------------- | --------------- |
| Maire                      | Georges Filion | Sans opposition |
| Taux de participation: n/a |                |                 |

### Sainte-Marthe-sur-le-Lac
| Poste/District              | Élu           | Type d'élection |
| --------------------------- | ------------- | --------------- |
| Maire                       | Lucie Leblanc | Scrutin         |
| Taux de participation: 53 % |               |                 |